# Amyna spilonota
Amyna spilonota is een vlinder uit de familie van de uilen (Noctuidae). De wetenschappelijke naam van deze soort is voor het eerst voorgesteld door Oswald Bertram Lower in een publicatie uit 1903.
De soort komt voor in Australië.